# Crêt de la Perdrix
Le crêt de la Perdrix ou crest de la Perdrix est un sommet de 1 432 m d'altitude situé dans le département de la Loire à quelque 10 km à vol d'oiseau de Saint-Étienne. Il constitue le point culminant du massif du Pilat, une chaîne montagneuse située sur les contreforts est du Massif central.

## Toponymie
L'origine du toponyme crêt de la Perdrix reste incertaine. La légende veut qu'une perdrix rouge en perdition, cherchant ses petits, fut recueillie par la fée Uriande qui lui montra, dans un miroir magique, sa progéniture à l’abri d’un buisson. Devant sa bravoure, la perdrix fut proclamée reine par les animaux du Pilat au sommet de ce crêt.
Quelques littératures prétendent que « perdrix » serait la déformation de pèira de rèi, signifiant, en occitan, la « pierre du roi », par référence à la tradition celte de la pierre de couronnement qui pousse un cri lorsque s’y assoit le roi qu’elle désigne.
Jusqu'au XXe siècle, l'orthographe « crest » était privilégiée sur les cartes et panneaux signalétiques. Par simplification, c'est aujourd'hui celle de « crêt » qui est généralement retenue.

## Géographie

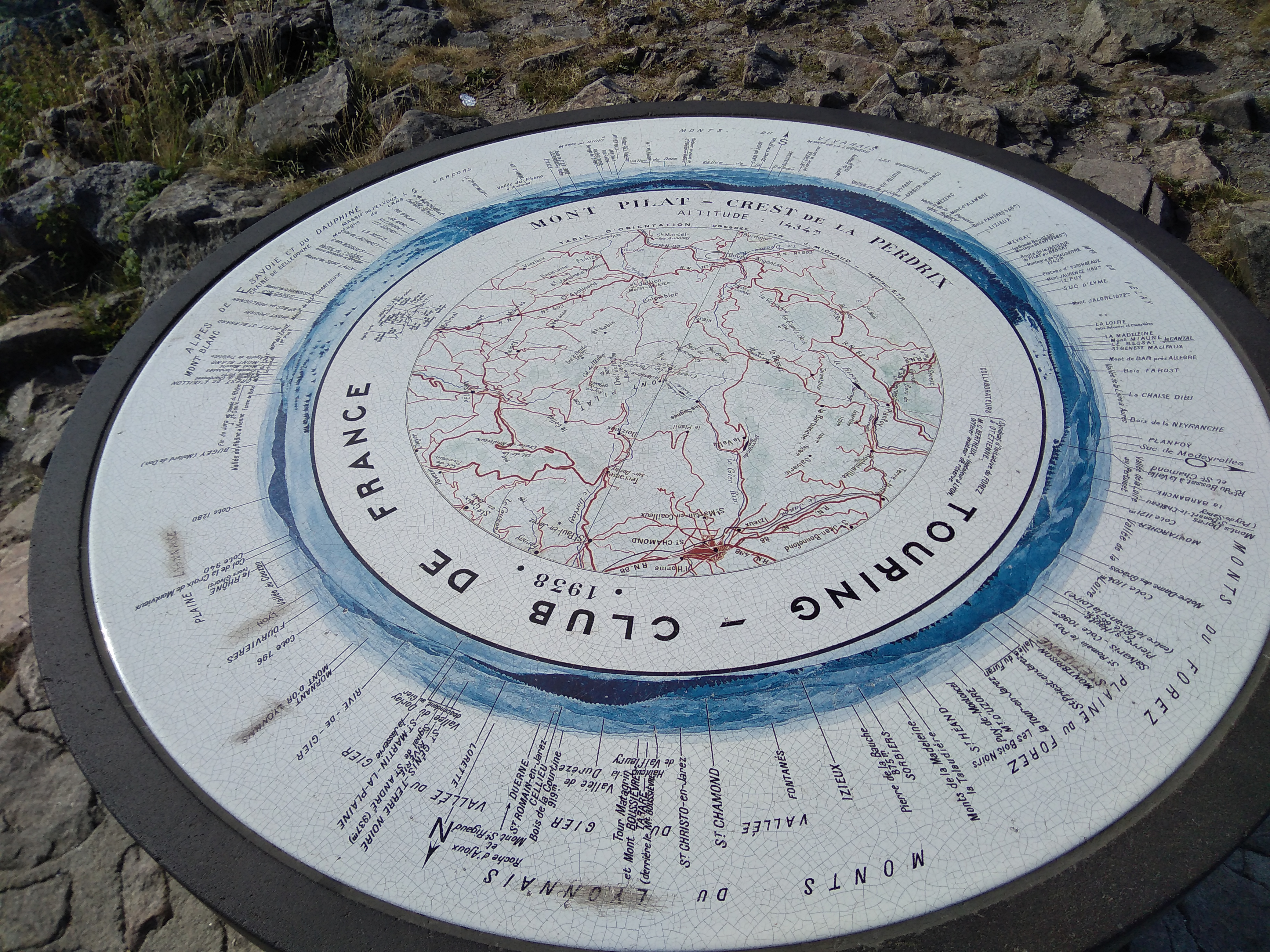
Table d'orientation.

Une table d'orientation y est implantée, de laquelle se développe une vue à 360° sur sept départements. À l'est, s'ouvre un panorama sur le massif des Alpes et la vallée du Rhône, au nord, sur Saint-Étienne, la plaine et les monts du Forez et, à l'ouest, sur les massifs de la Haute-Loire. En contrebas du crêt de la Perdrix se situe La Jasserie, une prairie qui se développe en amphithéâtre, où se trouvent la source du Gier, un hameau et une bâtisse en pierre coiffée d'un clocher, auprès de laquelle subsistent les restes d'un tremplin et d'un des premiers téléskis de France.
La végétation du crêt de la Perdrix est clairsemée et dominée par le genêt poilu et la callune (fausse bruyère). Sur ses pentes s'étalent de vastes éboulis rocheux formés de gneiss, issus des glaciations du quaternaire. Ils sont localement appelés les chirats.
Ce sommet se situe sur la commune de Graix.

## Histoire
Lors d'une évacuation sanitaire entre Luxeuil et Istres le 1er novembre 1944, les cinq membres d'équipage d'un Douglas C-47 Skytrain américain et 15 soldats blessés alliés et allemands trouvèrent la mort lors d'un crash entre le crêt de la Perdrix et le crêt de Botte. Deux stèles rappellent cet accident : l'une proche de La Jasserie et l'autre sur un sentier entre cette même Jasserie et le col de la Botte.

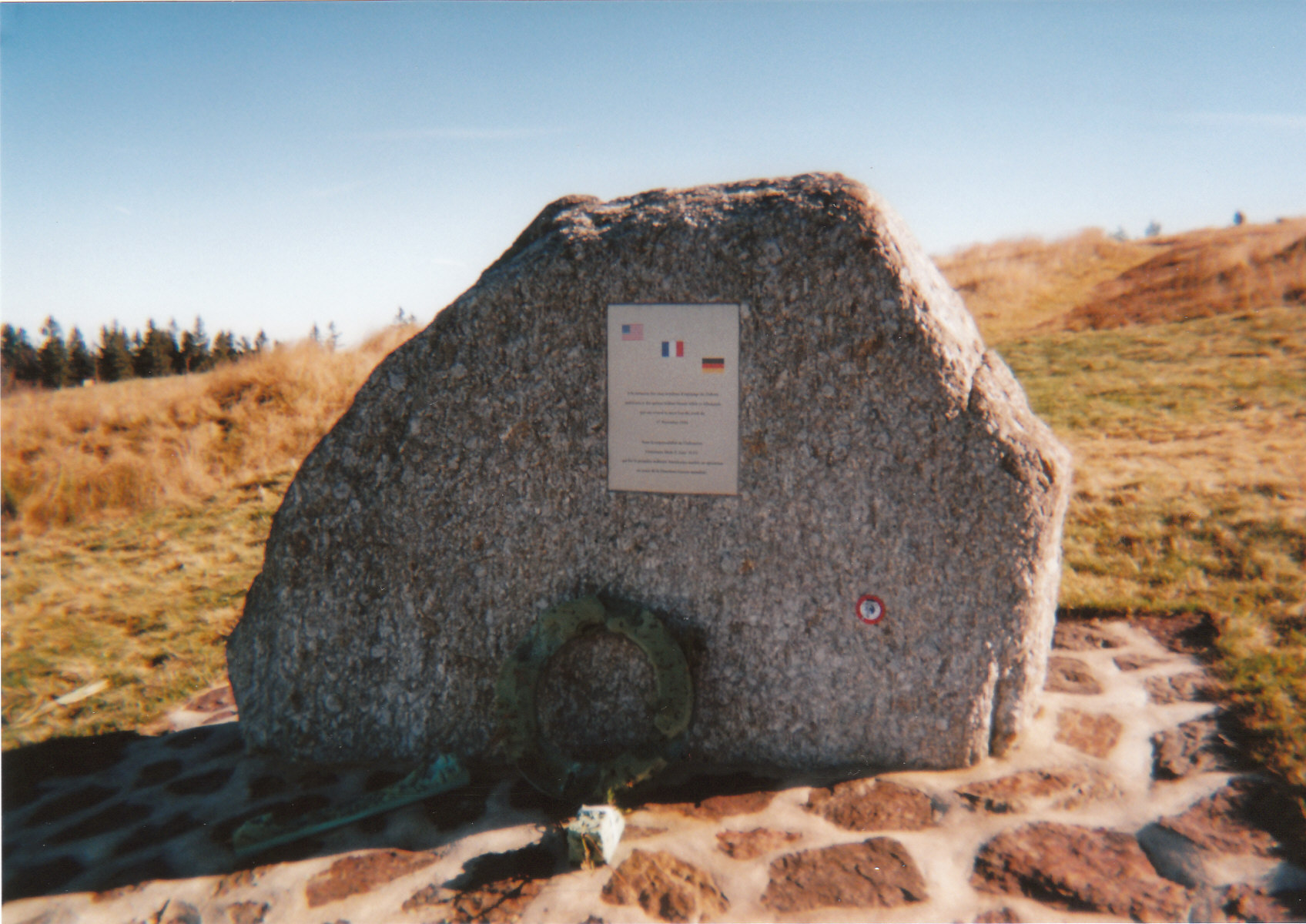
Stèle proche de la Jasserie.
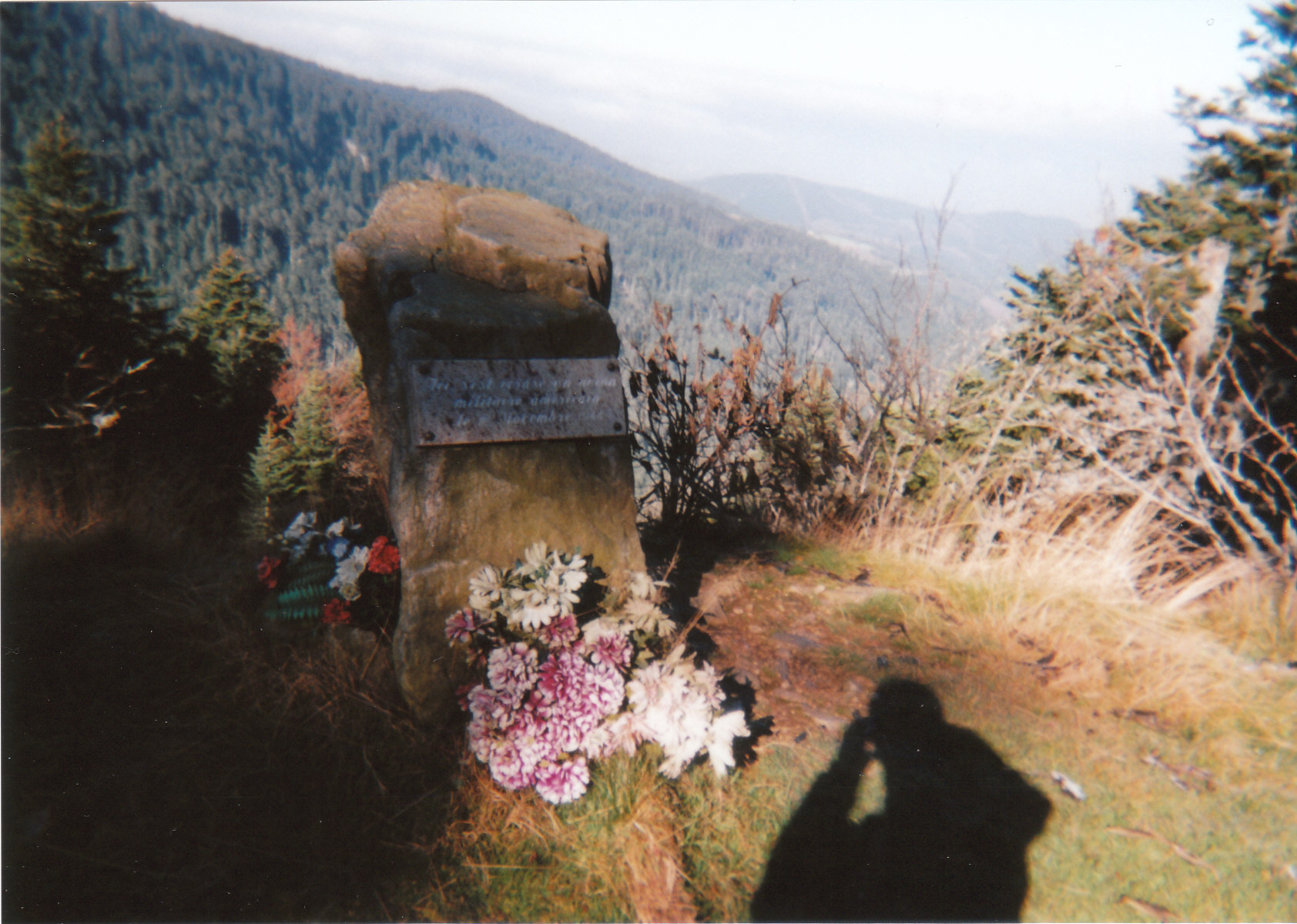
Stèle sur le sentier.

## Randonnée
Le sentier de grande randonnée 7 suivant la ligne de partage des eaux entre Atlantique et Méditerranée du ballon d'Alsace à Andorre-la-Vieille y passe.